# Ruta 11 (Uruguai)
La Ruta 11 Eng. Eladio Dieste (R11) és una carretera del sud de l'Uruguai. Neix a la ciutat d'Ecilda Paullier, al departament de San José, amb direcció est, i travessa els departaments de San José i Canelones. A més connecta les poblacions i capitals departamentals de San José de Mayo, Canelones, Santa Lucía i Atlántida, enllaçant amb la Ruta Interbalneària.
Amb un recorregut de gairebé 160 km, la ruta 11 és transitada també per turistes amb destinació est. La ruta rep el seu nom en homenatge a l'enginyer uruguaià Eladio Dieste.